# Elezioni parlamentari in Mauritania del 2013
Le elezioni parlamentari in Mauritania del 2013 si tennero il 23 novembre (primo turno) e il 21 dicembre (secondo turno) per il rinnovo dell'Assemblea nazionale.

## Risultati
| Liste                                                                   | Voti    | %     | Seggi |
| ----------------------------------------------------------------------- | ------- | ----- | ----- |
| Unione per la Repubblica                                                | 127 580 | 22,05 | 75    |
| Raggruppamento Nazionale per la Riforma e lo Sviluppo (Tewassoul)       | 81 744  | 14,13 | 16    |
| Alleanza Popolare Progressista                                          | 44 700  | 7,73  | 7     |
| Sursaut (Partito del Soprassalto per la Gioventù della Nazione)         | 25 706  | 4,44  | 4     |
| El Wiam (Partito dell'Intesa Democratica e Sociale)                     | 22 888  | 3,96  | 10    |
| Unione per la Democrazia e il Progresso                                 | 20 470  | 3,54  | 6     |
| Alleanza per la Giustizia e la Democrazia/Movimento per il Rinnovamento | 15 577  | 2,69  | 4     |
| El Karam                                                                | 15 193  | 2,63  | 6     |
| El Vadila                                                               | 13 893  | 2,40  | 3     |
| Partito dell'Unità e dello Sviluppo                                     | 13 748  | 2,38  | 3     |
| Partito dell'Autenticità Mauritana                                      | 11 072  | 1,91  | –     |
| Partito Unionista Democratico e Socialista                              | 9 551   | 1,65  | –     |
| Rawah                                                                   | 8 378   | 1,45  | 3     |
| Partito Repubblicano per la Democrazia e il Rinnovamento                | 8 367   | 1,45  | 3     |
| Partito della Giustizia Democratica                                     | 8 286   | 1,43  | –     |
| Sawab                                                                   | 7 180   | 1,24  | –     |
| Partito Dignità e Azione                                                | 6 385   | 1,10  | –     |
| Partito Nazionale El Inma                                               | 6 073   | 1,05  | –     |
| Rinnovamento Democratico                                                | 6 002   | 1,04  | –     |
| Altri <1%                                                               | 125 845 | 21,75 | 6     |
| Totale                                                                  | 578 638 | 100   | 146   |